# Avalon Jazz Band
Pour les articles homonymes, voir Avalon (homonymie) et Jazz (homonymie).
Avalon Jazz Band est un groupe-orchestre de jazz vintage franco-américain, installé à Paris et, originaire de New York. Il est formé en 2012 par les jazzmen Tatiana Eva-Marie et Adrien Chevalier.

## Biographie
Ce groupe international de jazz vintage parisien est formé à Brooklyn à New York, en 2012, par les jazzmen Tatiana Eva-Marie et Adrien Chevalier. Il est baptisé « Avalon Jazz Band » rapport à l’île légendaire imaginaire d'Avalon du roi Arthur, de la légende arthurienne, et se produit avec succès à New York, Paris, et en tournée mondiale, où il partage la scène avec Norah Jones, Harry Connick Jr., ou Stéphane Wrembel.
En 2021, le groupe se compose de la chanteuse Tatiana Eva-Marie, du guitariste Vinny Raniolo de Hempstead (NY),, du bassiste Wallace Stelzer de Houston, et du violoniste Gabe Terracciano de Portland. Cette même année, le groupe sort son album We'll Meet Again.

## Style musical et influences
Son répertoire de compositions et de reprises de prédilection est inspiré de standards vintages de la chanson française et de standard de jazz américains (Great American Songbook) de l'Ère du jazz, Jazz Nouvelle-Orléans, jazz hot, french-swing-zazou parisien, ou jazz manouche emblématique des années 1930 et années 1940, avec des reprises entre autres de Django Reinhardt et Stéphane Grappelli (fondateurs du Hot Club de France), Charles Trenet et Johnny Hess, Yves Montand, Henri Salvador, Ray Ventura, Jean Sablon, Juliette Gréco, Lucienne Delyle, Frank Sinatra, Nat King Cole, Fats Waller, ou Cole Porter.

## Membres notables
- Tatiana Eva-Marie — chant
- Adrien Chevalier — violon
- Vinny Raniolo, Agan Koran, Duved Dunayevski — guitare
- Roberto Gervasi, Kate Dunphy — accordéon
- Oran Etkin — clarinette
- Stéphane Séva — clavier
- Julian Smith, Eduardo Belo, Leigh Barker — contrebasse

## Discographie
- 2012 : My Gypsy Jazz Chrismas
- 2016 : Je suis swing
- 2016 : I Wish You Love
- 2019 : Paris
- 2019 : Wintertime Dreams: A Parisian Christmas
- 2021 : We'll Meet Again